# 小行星4084
小行星4084（英語：4084 Hollis）是一颗围绕太阳公转的小行星。1985年4月14日，愛德華·鮑威爾在可可尼诺县发现了此天体。
这颗小行星的绝对星等为211.970815109176等。